# Grand Hôtel de la Reine
El Grand Hôtel de la Reine es un hotel boutique ubicado en 2 Place Stanislas en Nancy, Francia.
Con una existencia de unos tres siglos, está, su historia y reputación lo justifican, en proceso de someterse desde febrero de 2018 a una importante renovación para mantener su nivel de calidad de servicio.

## Historia
Antiguamente era el pabellón del Intendente Alliot, llamado así por François Antoine Pierre Alliot, consejero áulico y mayordomo de Stanislas.
La futura reina de Francia, María Antonieta, fue allí en 1769 para escuchar poemas de Nicolás Gilbert. Como cuestión de protocolo, la ruta de su boda pasó por Nancy el 9 de mayo de 1770 y el pabellón Alliot donde se prepararon los apartamentos para él. Estos pasajes inspiraron el nombre actual del pabellón.
Luego llamado Hôtel de l'Intendance en el momento de la anexión del Ducado de Lorena por Francia en 1766, hasta la Revolución Francesa.
Luego albergó la administración departamental hasta 1822 y la prefectura  hasta su traslado en 1824 al Palacio del Gobernador ubicado en la Place de la Carrière.
En 1814 se convirtió en la residencia del Emperador de Rusia.
También albergó una escuela de música  antes de convertirse en un Gran Hotel alrededor de 1830.
Sus fachadas y cubiertas fueron catalogadas como monumentos históricos por orden del  18 de septiembre de 1929.
El Gran Hotel se menciona por primera vez alrededor de 1830 después de la transformación en un hotel de lujo, conservando buena parte de los hermosos y grandes volúmenes del pabellón de estilo Louis XV.
Ahora existe el Grand Hotel de la Reine, un hotel para viajeros 4 étoiles  .

## Una quinta estrella como meta
El Grand Hôtel de la Reine absorbio parte de los antiguos locales de la prefectura, de noviembre de 2020 a enero de 2023  pasará de 51 a 101 habitaciones y apuntará a una 5ª estrella hotelera.
Renovado y ampliado, ya de cinco estrellas, también ofrecerá salas de seminarios, un spa, una piscina, una sala de fitness y una azotea de 300 m2  con bar. Los edificios históricos del Hotel,  el pabellón Alliot y la ampliación del siglo  XIX al que se sumó el antiguo edificio de la prefectura de los años 70 cuya fachada será adaptada.

## Arquitectura
Está formado por tres edificios contiguos de épocas y estilos muy diferentes.
- un gran pabellón de estilo clasicista XVIII de 3600 m2[5] emblemático en la plaza Stanislas y sus dos calles adyacentes ;
- un edificio del siglo XIX contiguo que se construyó durante la conversión del pabellón en un hotel ;
- la antigua sede del consejo general, edificio Lyautey, 3000 m2,[5] de los años 70, muy modificada y modernizada para su integración urbana (escaleras, etc.) así como la necesaria distribución del spa, salas de seminarios y 60 a 80 habitaciones nuevas.

### Habitaciones y suites
El hotel de 4 estrellas cuenta con 26 habitaciones clásicas, 13 habitaciones superiores, 8 habitaciones de lujo, 2 habitaciones reales y 2 apartamentos reales con suites .

### Restaurante y bar
Le Louis, anteriormente dirigida por Patrick Fréchin de 2011 a 2017, está dirigida por Emmanuel Demangeot.
Le XV, en referencia a Louis XV, rey de Francia, ofrece todos los viernes una velada de jazz-aperitivo con un músico, cantante y pianista.

### Eventos
Tiene dos salones reales con vistas a la Plaza Stanislass.

### Salas de seminarios y recepciones
Dispone de tres salas de recepción.

### Servicios
Dispone de diferentes servicios. :
- salón con desayuno continental todo lo que pueda comer
- servicio de habitaciones
- prensado
- punto de venta ( Daum, Baccarat )
- aparcamiento 20 mètres